# Kim Mulkey
Kimberly Duane Mulkey (* 17. Mai 1962 in Santa Ana, Kalifornien) ist eine US-amerikanische Basketballtrainerin und ehemalige -spielerin.
Von 1980 bis 1984 spielte sie auf der Position des Point Guard College-Basketball für die Louisiana Tech Lady Techsters, mit der sie 1982 die NCAA Division I Basketball Championship gewann.
Bei der Basketball-Weltmeisterschaft der Damen 1983 in Brasilien gewann sie im Kader der Damen-Basketballnationalmannschaft der Vereinigten Staaten die Silber- und bei den Olympischen Spielen 1984 die Goldmedaille.
Von 1985 bis 1996 war sie Assistenztrainerin der Lady Techsters und verhalf ihnen in dieser Rolle 1988 zum Gewinn der NCAA Division I Basketball Championship. Von 1996 bis 2000 fungierte sie als stellvertretender Head Coach der Mannschaft. In den Jahren 2000 bis 2021 war sie Cheftrainerin der Baylor Lady Bears und gewann mit ihnen dreimal die NCAA-Meisterschaft (2005, 2012 und 2019). Seit 2021 ist sie Head Coach der LSU Lady Tigers.
Mulkey wurde in die Women’s Basketball Hall of Fame und in die Naismith Memorial Basketball Hall of Fame aufgenommen.